# Jefferson Angulo
Jefferson Angulo Murillo (Pereira, 26 dicembre 1986) è un ex calciatore colombiano, di ruolo centrocampista.

## Carriera
Ha giocato nella massima serie dei campionati colombiano, azero e guatemalteco.